# Yŏnggwang (stacja metra)
Yŏnggwang (kor. 영광역, pol. Chwała) –  stacja linii Ch'ŏllima, systemu metra znajdującego się w stolicy Korei Północnej, Pjongjangu. Otwarta 10 kwietnia 1987 roku. Stacja znajduje się obok stacji kolejowej Pjongjang.